# Харитонов, Владимир Гаврилович
Влади́мир Гаври́лович Харито́нов (24 июня 1920, Москва — 14 августа 1981, Москва, СССР) — русский советский поэт; заслуженный деятель искусств РСФСР (1973). Автор стихов более чем тысячи песен, самая знаменитая из которых — «День Победы».

## Биография
Владимир Харитонов родился 24 июня 1920 года в Москве.
Во время Великой Отечественной войны воевал в пехоте, конном взводе и водолазных частях. Был ранен.
В 1946—1948 годах учился в МГИМО. В 1950 году закончил два курса Литературного института им. М. Горького.
Сотрудничал с композиторами:
- Анатолием Новиковым («Вернись», 1949; «Фестивальная», 1951; «Марш коммунистических бригад», 1958; «Всё так же вишня распускается», 1962; «Звёздам навстречу», 1973[1]; «В коммунизм великий Сталин нас ведёт» и другие)
- Вано Мурадели («Россия — родина моя», 1950; «Песня борцов за мир», 1950)
- Эдди Рознером («Взял баян, а вёсла бросил», 1965)
- Александром Аверкиным («Мне берёзка дарила серёжки»)
- Давидом Тухмановым («Как прекрасен этот мир», 1972; «Мой адрес — Советский Союз», 1973; «День Победы», 1975; «Остановите музыку», 1976; «Фотографии любимых», «Здравствуй», «Мы с тобою танцуем», 1979 и др.)
- Модестом Табачниковым Серенада («Любовь вернётся»), 1978.
- Стасом Наминым («Рано прощаться», 1978; «Летний вечер», 1979; «Скажи мне „Да“», «Юрмала», 1980 и др.)

Многие песни были написаны на стихи Харитонова уже после его смерти — «Но всё-таки лето», «Не забывай», «Что-то было» Давида Тухманова, «Пусть будет так», «Наша тайна» Стаса Намина, «Надо бы нам», «Упрямая девчонка», «Ну что случилось?», «Споры-разговоры», «Что прошло, то прошло», «Ты не любила», «Мы друг друга нашли», «Где и когда», «Верю и не верю» музыкантов группы «Круг» Александра Слизунова, Игоря Саруханова и Владимира Васильева, «Цветные звуки» Юрия Антонова и др.
Харитонов — лауреат десяти международных премий. Выпустил 20 сборников стихов и песен. В 1973 году стал единственным поэтом-песенником, удостоенным звания «Заслуженный деятель искусств РСФСР».
Скончался 14 августа 1981 года в Москве. Похоронен на Кунцевском кладбище.

## Семья
Сын — Василий Владимирович Харитонов, сотрудник Департамента информации и печати МИД РФ, поэт, автор песен «Армения моя» и «Севастополь — знамя!»

## Награды
- Орден Отечественной войны I степени
- Орден Дружбы народов (14.09.1980)[3]
- Медаль «За отвагу»[4]
- Медаль «За оборону Сталинграда»
- Медаль «За победу над Германией в Великой Отечественной войне 1941-1945 гг.»
- Юбилейные медали

## Популярные песни на стихи В. Харитонова
- «А любовь, как песня» (муз. О. Фельцмана) — исп. Эдита Пьеха, Майя Кристалинская
- «А любовь-то не кончается» (муз. С. Туликова) — исп. Александр Розум
- «А люди едут» (муз. Е. Птичкина) — исп. Владимир Трошин
- «А там вдали моя Россия» (муз. С. Туликова) — исп. Людмила Зыкина
- «А ты люби» (муз. В. Зубкова) — исп. Валерий Зубков
- «А я люблю» (муз. В. Шаинского) — исп. Вадим Мулерман
- «Без тебя» (муз. А. Днепрова) — исп. Алла Пугачёва
- «Белые крылья» (муз. В. Шаинского) — исп. Валерий Ободзинский, ВИА «Пламя»
- «Будни любви» (муз. П. Быкова) — исп. Г. Тарасов
- «Буду ждать тебя» (муз. Б. Мокроусова) — исп. Владимир Нечаев
- «Будут метели» (муз. С. Туликов) — исп. Владимир Трошин
- «Бывает» (муз. А. Мажуков) — исп. Лев Лещенко
- «Бывают в мае холода» (муз. В. Дурандина) — исп. Ансамбль А. Слизунова
- «В день рождения» (муз. А. Новикова) — исп. Георг Отс, Олег Анофриев, Леонид Серебренников
- «В коммунизм великий Сталин нас ведет» (муз. А. Новикова) — исп. Пётр Киричек
- «Весёлый марш» (муз. В. Шаинского) — исп. Юрий Гуляев
- «Весной» (муз. А. Новикова) — исп. Владимир Трошин
- «Вечное движение» (муз. Д. Тухманова) — исп. Лев Лещенко, Владимир Винокур
- «Волна, волна» (муз. А. Новикова) — исп. Зинаида Кириллова
- «Вот и зима» (муз. Р. Майорова) — исп. ВИА «Коробейники»
- «Вот и зима» (муз. В. Дьяконова) — исп. Валентин Дьяконов
- «Время думать о девчонках» (муз. Е. Мартынова) — исп. Евгений Мартынов
- «Все — за!» (муз. О. Фельцмана) — исп. Вадим Мулерман
- «Всего два слова» (муз. Р. Сайфутдинова) — исп. Ринат Ибрагимов
- «Всех счастливей» (муз. Р. Майорова) — исп. Вадим Мулерман
- «Всё было бы не так» (муз. В. Дьяконова) — исп. Валентин Дьяконов
- «Всё возьми» (муз. Р. Сайфутдинова) — исп. Ринат Ибрагимов
- «Вспоминайте, люди» (муз. А. Мажукова) — исп. ВИА «Музыка»
- «Вы мне не поверите» (муз. Д. Тухманова) — исп. Игорь Иванов[5]
- «Где ты, гармонь певучая» (муз. М. Минкова) — исп. Валентина Толкунова
- «Давно прошло детство» (муз. А. Днепрова) — исп. ВИА «Поющие сердца»
- «Давай помиримся» (муз. А. Днепрова) — исп. ВИА «Поющие сердца»
- «День Победы» (муз. Д. Тухманова) — исп. Лев Лещенко
- «Девичья песня» (муз. А. Новикова) — исп. Клавдия Ивановна Шульженко
- «День в котором жил я» (муз. В. Дьяконова) — исп. Валентин Дьяконов
- «Дорога» (муз. Р. Майорова) — исп. Валерий Ободзинский
- «До 16 лет» (муз. С.Туликова) — исп. ВИА «Пламя»
- «Дорога дальняя» (муз. А. Бабаджаняна) — исп. ВИА «Пламя»
- «Дублёночка» (муз. Ю. Явкина) — исп. Владислав Косарев
- «Есть у любви печали» (муз. О. Фельцмана) — исп. Муслим Магомаев
- «Ещё не кончилась война» (муз. М. Андронова) — исп. Леонид Харитонов
- «Жила девчонка на земле» (муз. А. Бабаева) — исп. Людмила Зыкина, Владимир Нечаев
- «Заря Октября» (муз. Д. Шостаковича) — исп. Борис Шапенко и Соломон Хромченко
- «Запомни всё хорошее» (муз. Д. Львова-Компанейца) — исп. Виктор Беседин
- «Звёздам навстречу» (муз. А. Новикова) — исп. Людмила Зыкина
- «Здравствуй» (муз. Д. Тухманова) — исп. Яак Йоала
- «Имена» (муз. Д. Тухманова) — исп. Лев Лещенко
- «Как прекрасен этот мир» (муз. Д. Тухманова) — исп. Юлий Слободкин (ВИА «Москвичи»), Юрий Антонов, ВИА «Весёлые ребята»
- «Качели» (муз. Э. Ханка) — исп. Лев Лещенко, Леонид Сметанников
- «Когда идёшь ты на свидание» (муз. А. Новикова) — исп. Георг Отс, Эдита Пьеха
- «Комсомольская песня» (муз. О. Иванова) — исп. Аида Ведищева
- «Кто же знал» (муз. А. Мажукова) — Екатерина Шаврина
- «Летний вечер» (муз. С. Намина) — исп. «Группа Стаса Намина», группа «Круг»
- «Легко сказать» (муз. В. Шаинского) — исп. ВИА «Весёлые ребята»
- «Листопад» (муз. Д. Тухманова) — исп. Валерий Ободзинский
- «Листья закружат» (муз. Р. Майорова) — исп. ВИА «Поющие сердца»
- «Лучше нашего солдата не поёт никто» (муз. А. Экимяна) — исп. Геннадий Белов
- «Люблю тебя» (муз. Р. Майорова) — исп. Вадим Мулерман
- «Любовь жестокая» (муз. Д. Тухманова) — исп. гр. «На-на» (стихи написаны его сыном Василием)
- «Марш коммунистических бригад» (муз. А. Новикова) — исп. Хор Радио
- «Милый дом» (муз. С. Заславского) — исп. Георгий Виноградов
- «Мистер рок-н-ролл» (муз. П. Быкова) — исп. Г. Тарасов
- «Мне берёзка дарила серёжки» (муз. А. Аверкина) — исп. Людмила Зыкина, ВК «Аккорд»
- «Мой адрес — Советский Союз» (муз. Д. Тухманова) — исп. ВИА «Самоцветы», ретро—группа «Кинокомедия»
- «Морская песня» (муз. Д. Тухманова) — исп. ВИА «Самоцветы»
- «Музыканты» (муз. Д. Тухманова) — исп. Олег Ухналёв
- «Мы ведём дороги» (муз. Я. Френкеля) — исп. ВИА «Синяя птица»
- «Мы друг друга нашли» (муз. В. Васильева) — исп. Ансамбль А. Слизунова
- «Мы от любви зависим» (муз. А.Днепрова) — исп. Валерий Ободзинский
- «Мы танцуем» (муз. Д. Тухманова) — исп. Игорь Иванов, ретро—группа «Кинокомедия», дуэт — Иосиф Кобзон и Борис Моисеев
- «Налетели вдруг дожди» (муз. Д. Тухманова) — исп. Юлий Слободкин (ВИА «Москвичи»), ВИА «Самоцветы», Вадим Мулерман
- «Надо бы нам» (муз. А. Слизунова) — исп. Ансамбль А. Слизунова
- «Наша биография» (муз. В. Шаинского) — исп. Владимир Трошин
- «Не знаю, что и думать» (муз. Д. Тухманова) — исп. ВИА «Лейся, песня»
- «Не ломай черёмухи» (муз. А. Морозова) — исп. ВИА «Поющие гитары»
- «Не могу забыть» или «Фронтовой вальс» (муз. Д. Тухманова) — исп. София Ротару
- «Не плачь, девчонка» (муз. В. Шаинского) — исп. Лев Лещенко, Эдуард Хиль
- «Не пойду искать» (муз. Д. Тухманова) — исп. Анатолий Днепров
- «Не цветы твои люблю» (муз. В. Добрынина) — исп. ВИА «Самоцветы»
- «Но всё-таки лето» (муз. Д. Тухманова) — исп. Ирина Аллегрова, Игорь Тальков (гр. «Электроклуб»), Александр Барыкин
- «Ну что случилось?» (муз. И Саруханова) — исп. Ансамбль А. Слизунова
- «Одно и то же» (муз. А. Днепрова) — исп. Валерий Ободзинский
- «Остановите музыку» (муз. Д. Тухманова) — исп. Валерий Павлов (первый исполнитель 1978)[6], ВИА «Красные маки» (1978), Тынис Мяги, Анатолий Алешин, Сергей Челобанов, ретро—группа «Кинокомедия»,
- «Ох, эти танцы» (муз. В. Добрынина) — исп. ВИА «Самоцветы»
- «Первая любовь моя» (муз. Б. Терентьева) — исп. ВИА «Синяя птица»
- «Песенка про сапожника» (муз. Д. Тухманова) — исп. ВИА «Лейся, песня», Людмила Гурченко в дуэте с Арменом Джигарханяном
- «Песня инспектора» (муз. М. Минкова) — исп. Николай Соловьёв
- «Планета Целина» (муз. О. Фельцмана) — исп. Анатолий Королёв
- «Потеряешь — я найду» (муз. Ю. Саульского) — исп. Юрий Антонов
- «Призвание коммуниста» (муз. В. Шаинского) — исп. Иосиф Кобзон
- «Просили Вы» (муз. О. Фельцмана) — исп. ВИА «Здравствуй, песня»
- «Рабочая весна» (муз. Д. Тухманова) — исп. Иосиф Кобзон
- «Рано прощаться» (муз. С. Намина) — исп. «Группа Стаса Намина», ретро—группа «Кинокомедия»
- «Россия — Родина моя» (муз. Вано Мурадели) — исп. Артур Эйзен, Юрий Мазурок, Евгений Кибкало, Валентина Толкунова
- «Рябина» (муз. В. Шаинского) — исп. София Ротару
- «Санки» (муз. В. Мигуля) — исп. ВИА «Лейся, песня», Мария Кодряну, Владимир Мигуля и Валентина Толкунова
- «Сердце моё» (муз. В. Шаинского) — исп. Владимир Трошин
- «Скажи мне, вишня» (муз. Е. Мартынова) — исп. Евгений Мартынов, Филипп Киркоров
- «Скажи мне „Да“» (муз. С. Намина) — исп. «Группа Стаса Намина»
- «Скажет девчонка» (муз. Д. Тухманова) — исп. ВИА «Весёлые ребята», ВИА «Красные маки»
- «Скорый поезд» (муз. Д. Тухманова) — исп. ВИА «Весёлые ребята»
- «Споры — разговоры» (муз. А. Слизунова) — исп. Ансамбль А.Слизунова
- «Сто лет назад» (муз. П. Быкова) — исп. Г. Тарасов
- «Стучат колёса» (муз. Стаса Намина) — исп. «Группа Стаса Намина», Анатолий Днепров.
- «Ты не любила» (муз. И Саруханова) — исп. Игорь Саруханов и ансамбль А.Слизунова
- «У нас молодых» (муз. В. Добрынина, Ю. Маликова) — исп. ВИА «Самоцветы»
- «Упрямая девчонка» (муз. И. Саруханова) — исп. Ансамбль А.Слизунова
- «У той горы» (муз. Д. Тухманова) — исп. Александр Барыкин, Александр Лерман (ВИА «Весёлые ребята»)
- «Феодосия» (муз. Д. Тухманова) — исп. Мария Лукач
- «Фотографии любимых» (муз. Д. Тухманова) — исп. Яак Йоала, Николай Носков
- «Цветные звуки» (муз. Ю. Антонова) — исп. Сергей Левкин (ВИА «Синяя птица»)
- «Что-то было» (муз. Д. Тухманова) — исп. Яак Йоала, Татьяна Анциферова
- «Что-то есть в тебе такое» (муз. Д. Тухманова) — исп. «Группа Стаса Намина»
- «Что прошло, то прошло» (муз. А. Слизунова) — исп. Ансамбль А. Слизунова
- «Юрмала» (муз. С. Намина) — исп. «Группа Стаса Намина»
- «Я буду ждать» (муз. В. Дьяконова) — исп. Валентин Дьяконов
- «Я еду к морю» (муз. Д. Тухманова) — исп. ВИА «Добры молодцы»
- «Я люблю свою землю» (муз. Е. Птичкина) — исп. Александра Стрельченко
- Песни на стихи В. Г. Харитонова
- Аккорды к песням В. Г. Харитонова